# 雁婆麻
雁婆麻（学名：Helicteres hirsuta）为梧桐科山芝麻属下的一个种。

## 扩展阅读
- 維基物種上的相關：雁婆麻